# Теналь

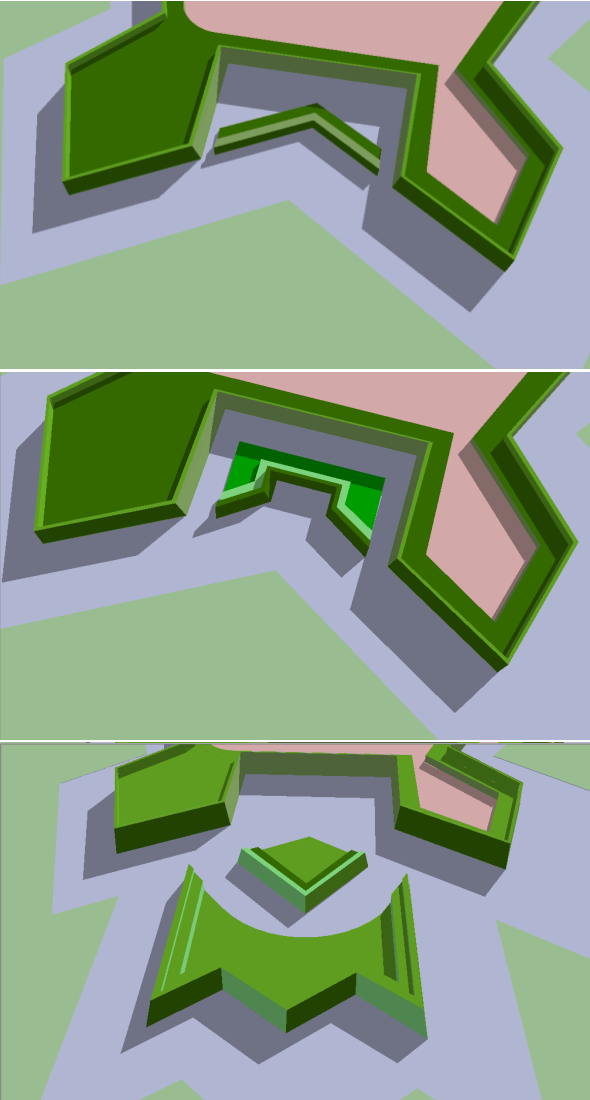
Обычная теналь; теналь с центральным фасом; двойная теналь (bonnet-à-prêtre) перед равелином

Тена́ль (фр. tenaille — клещи) — укрепление или его часть, расположенная входящим углом так, что местности перед укреплением можно дать перекрёстную оборону. 
В бастионной системе укреплений тенали — земляные или каменно-земляные укрепления, расположенные перед куртинами и, как правило, продолжающие линии, образованные фасами соседних бастионов. Обычно были слишком узкими для размещения артиллерии, и предназначались для снижения риска разрушения куртины артиллерийским огнём неприятеля, а также для ведения ружейного огня.
Со стороны неприятеля теналь могла дополнительно прикрываться равелином, в этом случае по центру тенали сооружалась потерна для доступа к последнему. Если же защищаемая теналью куртина имела ворота, то в тенали делался разрыв, через который проходила въездная дорога.